# Cherahil
Cherahil (àrab: شراحيل, Xarāḥīl) és un poble del Sahel tunisià, situat una quinzena de quilometres al sud de Moknine i a una quarantena de quilòmetres de Monastir, dins de la governació homònima. Constitueix una municipalitat amb 4.406 habitants el 2014.

## Administració
Forma una municipalitat o baladiyya, amb codi geogràfic 32 31 (ISO 3166-2:TN-12).
Al mateix temps, constitueix un sector o imada, amb codi geogràfic 32 58 59, dins de la delegació o mutamadiyya de Moknine (32 58).